# Thysania zenobia
Thysania zenobia — вид нічних метеликів родини Erebidae. Поширений в Центральній і Південній Америці.

## Опис
Розмах крил 14 см. Голова і вусики темно-коричневі. Груди і черевце зверху сірі, знизу червонувато-коричневі; між ними є пучок чорних волосків. Загальне забарвлення верхньої поверхні крил сіре, з легким червоним відтінком. Передні крила з помітною неправильною чорною смугою, що тягнеться від кінчиків до плечей, перетинає груди горизонтально та паралельна переднім краям; посередині цього краю є трикутна темно-коричнева пляма, облямована чорним, а ближче до тіла розташована менша пляма такої ж форми й кольору: друга вужча чорна лінія розташована приблизно на пів дюйма нижче й паралельна першій, піднімаючись на задніх краях, і простягаючись поперек крил майже до зовнішніх. Задні крила з чорною неправильною смугою, що виникає біля зовнішніх кутів і перетинає їх у прямому напрямку, зустрічаючись на кінці черевця; прямо над цим, і майже близько до нього, є дуже маленька і вузька хвиляста чорна лінія, що йде паралельно до нього, але ближче до кінця раптово зникає і досягає передніх країв. Окрім наведених вище відміток, на різних частинах крил є ряд світліших і темніших відтінків. Щупики червонуваті з коричневими кінчиками. Хоботок спіральний. Ноги темно-коричневі, вкраплені червоним.